# Уйрамутан
Уйрамутан е град — община в североизточната част на бразилския щат Рорайма, на тройната граница между Бразилия, Венецуела и Гаяна и същевременно най-северното населено място в Бразилия. Общината е част от икономико-статистическия микрорегион Североизточна Рорайма, мезорегион Северна Рорайма. Населението на Уйрамутан към 2010 г. е 8147 души, а територията е 8065.520 km2.

## История
Градът е основан по силата на Закон № 098 от 17 октомври 1995 г., след като се отцепва от Нормандия.

## География
Според преброяването от 2010, населението на общината възлиза на 8147 жители, които живеят на територия от 8065.520km2, със средна гъстота на населението от 0,76 д/km². Индианските общества са мнозинство в общината, като съставляват 97,96% от населението ѝ.
На територията на общината се намира планината Кабураи, с 1.456 m височина, на границата с Гаяна. На +05,2° ширина, в планината се намира най-северната точка на Бразилия. При съседната планина Рорайма, също на територията на общината, се намира точката на тройната граница с Венецуела и Гаяна, и със своите 2.739 m е десетата по височина в Бразилия.
Климат
Климатът на общината е тропично-дъждовен със сух период – Awi, по ска̀лата на Кьопен, а средната температура е около 26 °C.
Води
По-важни реки, които протичат през общината са: Мау, Котингу, Кана и Аила. Валежите регистрират средни стойности от 1.500 mm.
Граници
Граничи с Венецуела на северозапад, с Гаяна на север, североизток и изток, с общините Нормандия на юг и с Пакарайма на югозапад.

## Икономика
Регионът традиционно е богат на ценни изкопаеми като злато и диаманти. Има също голям потенциал за развитие на аграрния и туристическия сектор.
Заедно с тези предимства, статистически данни на Бразилския институт по география и статистика показват, че Уйрамутан е градът, който изпитва най-голям спад в Индекса на човешкото развитие (ИЧР) на общините в Бразилия в периода между 1991 и 2000 — от 0,569 на 0,542, т.е. разлика от 4,75%. Също се наблюдава спад и в ИЧР по доход: от 0,551 към 0,423, т.е. спад от 23,23%: най-висок сред общините в Бразилия.
Днес градът е на 5365-о място в списъка на бразилските градове по ИЧР, от общо 5564.

## Политика
Кметът на общината, от 2009 г. е Елиесиу Кавалканти ди Лима, от Партията на работниците (PT). Любопитен факт за града е, че е единствената община в щата Рорайма, в която кандидатът за президент Дилма Русев печели втория тур на президентските избори през 2010, получавайки 58,3% от гласовете срещу 41,6% за Жузе Сера. В първия тур, освен в Уйрамутан, Дилма печели и в Ирасема, Рорайнополис и Сау Жуау да Бализа.